# Phyllanthus jauaensis
Phyllanthus jauaensis är en emblikaväxtart som beskrevs av Eugene Jablonszky. Phyllanthus jauaensis ingår i släktet Phyllanthus och familjen emblikaväxter. Inga underarter finns listade i Catalogue of Life.